# Anoplodactylus aragaoi
Anoplodactylus aragaoi is een zeespin uit de familie Phoxichilidiidae. De soort behoort tot het geslacht Anoplodactylus. Anoplodactylus aragaoi werd in 1950 voor het eerst wetenschappelijk beschreven door Sawaya. 